# Plagioscyphus humbertii
Plagioscyphus humbertii är en kinesträdsväxtart som beskrevs av René Paul Raymond Capuron. Plagioscyphus humbertii ingår i släktet Plagioscyphus och familjen kinesträdsväxter. Inga underarter finns listade i Catalogue of Life.